# Hymenotes triangularis
Hymenotes triangularis är en insektsart som beskrevs av John Obadiah Westwood 1837. Hymenotes triangularis ingår i släktet Hymenotes och familjen torngräshoppor. Inga underarter finns listade i Catalogue of Life.